# Serra da Cantareira
Die Serra da Cantareira ist eine Gebirgskette am Nordrand der brasilianischen Stadt São Paulo. Sie erstreckt sich über eine Fläche von 64,8 Millionen Hektar und gehört zu den Stadtgebieten von São Paulo, Guarulhos, Mairiporã und Caieiras.
Im Süden des Gebirges stehen 7.916 Hektar Land als Staatspark Canatreira (Parque Estadual da Cantareira) unter strengem Naturschutz. Der Park gehört zu den letzten Gebieten im Bundesstaat São Paulo, in denen es noch größere Bestände der ursprünglichen atlantischen Regenwald-Vegetation gibt.
Außerdem ist die Region verantwortlich für einen Großteil der Trinkwasserversorgung São Paulos.
Im Norden der Serra da Cantareira, vor allem in Mairiporã, befinden sich verschiedene Wohnviertel der Oberklasse sowie Wege und Pfade für Mountainbiker.